# 格蘭治山站
格蘭治山站（英語：Grange Hill tube station）是倫敦地鐵的一個車站。格蘭治山站位於埃塞克斯郡埃平森林區的齊格威爾，是中央線的車站。格蘭治丘站位於倫敦第4收費區。車站開通於1903年5月1日。

## 外部連結
- London Transport Museum Photographic Archive （页面存档备份，存于）
  - Grange Hill station, 1955
  - Booking hall, 1955